# Carnotville
Carnotville ou Gah Méré est une localité du Bénin de la commune de Tchaourou.

## Histoire
Base militaire stratégique de la colonisation de l'ancien Dahomey, le village a été nommé en l'honneur de Sadi Carnot.
Le poste est fondé sur une colline de 532 mètres d’altitude au centre de la forêt de Wari Maro par le lieutenant–gouverneur Victor Ballot qui visite le secteur en août-septembre 1894 dans l'objectif de permettre la conquête du Borgou. Carnotville est essentiellement utilisé comme camp de ravitaillement en arme. Dès décembre 1894, la mission Henry Decœur quitte Carnotville pour explorer le Borgou, gagne Sansanné-Mango le 7 janvier 1895 et, après Say (1er février), remonte le Niger sur une partie alors inconnue, jusqu'à Gomba avant de revenir à Carnotville le 20 mars. La mission assure alors l'hinterland du Dahomey jusqu'au Niger à la France.
Henri Bretonnet part de Carnotville en 1895 pour fonder de nombreux postes entre Parakou et Ilo et revendique pour la France l'ensemble de la vallée du Niger entre Ilo et Boussa mais se heurte à la Royal Niger Company.
Joseph Baud part quant-à lui de Carnotville le 26 mars 1895 et atteint Grand-Bassam le 12 juin après avoir contourné le Togo et la Côte de l'Or.